# Bằng chứng khoa học
Bằng chứng khoa học là bằng chứng hỗ trợ hoặc phản bác một lý thuyết hoặc giả thuyết khoa học. Những bằng chứng này được kỳ vọng là bằng chứng thực nghiệm và có thể giải thích được theo phương pháp khoa học. Các tiêu chuẩn về bằng chứng khoa học khác nhau tùy theo lĩnh vực điều tra, nhưng sức mạnh của bằng chứng khoa học nói chung dựa trên kết quả phân tích thống kê và sức mạnh của các kiểm soát khoa học.

## Nguyên tắc suy luận
Các giả định hoặc niềm tin của một người về mối quan hệ giữa các quan sát và một giả thuyết sẽ ảnh hưởng đến việc người đó có lấy các quan sát làm bằng chứng hay không. Những giả định hoặc niềm tin này cũng sẽ ảnh hưởng đến cách một người sử dụng các quan sát làm bằng chứng. Ví dụ, sự thiếu chuyển động rõ ràng của Trái đất có thể được coi là bằng chứng cho một vũ trụ địa tâm. Tuy nhiên, sau khi có đầy đủ bằng chứng về vũ trụ nhật tâm và giải thích được sự thiếu chuyển động rõ ràng, thì quan sát ban đầu không còn được coi là bằng chứng.
Khi những người quan sát lý trí có những niềm tin nền tảng khác nhau, họ có thể rút ra những kết luận khác nhau từ cùng một bằng chứng khoa học. Ví dụ, Priestley, làm việc với thuyết phlogiston, đã giải thích những quan sát của mình về sự phân hủy của thủy ngân oxit bằng cách sử dụng phlogiston. Ngược lại, Lavoisier, khi phát triển lý thuyết về các nguyên tố, đã giải thích các quan sát tương tự với tham chiếu đến oxy. Lưu ý rằng mối quan hệ nhân quả giữa các quan sát và giả thuyết không tồn tại để khiến quan sát được coi là bằng chứng, mà là mối quan hệ nhân quả được cung cấp bởi người tìm cách thiết lập quan sát làm bằng chứng.
Một phương pháp chính thức hơn để mô tả tác động của niềm tin nền là suy luận Bayes. Trong suy luận của Bayes, niềm tin được biểu thị bằng tỷ lệ phần trăm cho thấy sự tin tưởng của một người đối với chúng. Chúng ta bắt đầu từ một xác suất ban đầu (trước đó), và sau đó cập nhật xác suất đó bằng cách sử dụng định lý Bayes sau khi quan sát bằng chứng. Kết quả là, hai nhà quan sát độc lập của cùng một sự kiện sẽ đưa ra các kết luận khác nhau một cách hợp lý nếu sơ bộ của họ (các quan sát trước đó cũng liên quan đến kết luận) khác nhau. Tuy nhiên, nếu chúng được phép giao tiếp với nhau, chúng sẽ kết thúc theo thỏa thuận (theo định lý thỏa thuận của Aumann).
Tầm quan trọng của niềm tin nền tảng về việc xác định quan sát những gì là bằng chứng có thể được minh họa bằng suy diễn lập luận, chẳng hạn như tam đoạn luận. Nếu một trong hai mệnh đề không được chấp nhận là đúng, thì kết luận cũng sẽ không được chấp nhận là đúng.